# Omega1 d'Aquari
Omega¹ d'Aquari (ω¹ Aquarii) és una estrella de la constel·lació d'Aquari.
Omega¹ d'Aquari és una estrella subgegant del tipus F de la magnitud aparent +4,97. Està aproximadament a 134 anys llum de la Terra.